# La Unión (Valle del Cauca)
La Unión is een van de 42 gemeenten in het departement Valle del Cauca in Colombia. De gemeente ligt in het noorden van het departement aan de Rio Cauca.
La Unión staat bekend als "La vitivinícola capital Colombia", de wijnhoofdstad van Colombia. In La Union zijn veel wijngaarden. De omstandigheden zijn echter niet perfect voor het maken van wijn. Daarom worden de meeste druiven niet meer verwerkt in wijn maar verkocht als consumptiedruiven. Daarnaast worden er ook veel andere soorten fruit verbouwd zoals papaja's, meloenen en sinaasappels. Ook wordt er cacao en katoen verbouwd.
La Unión stond lang bekend als een plek waar drugshandelaars vrij spel hadden. Maar sinds het leger en de politie daar aan het begin van deze eeuw een eind aan hebben gemaakt is het een relatief rustige gemeente.

## Geboren
- Benjamín Cardona (17 juli 1957), Colombiaans voetballer

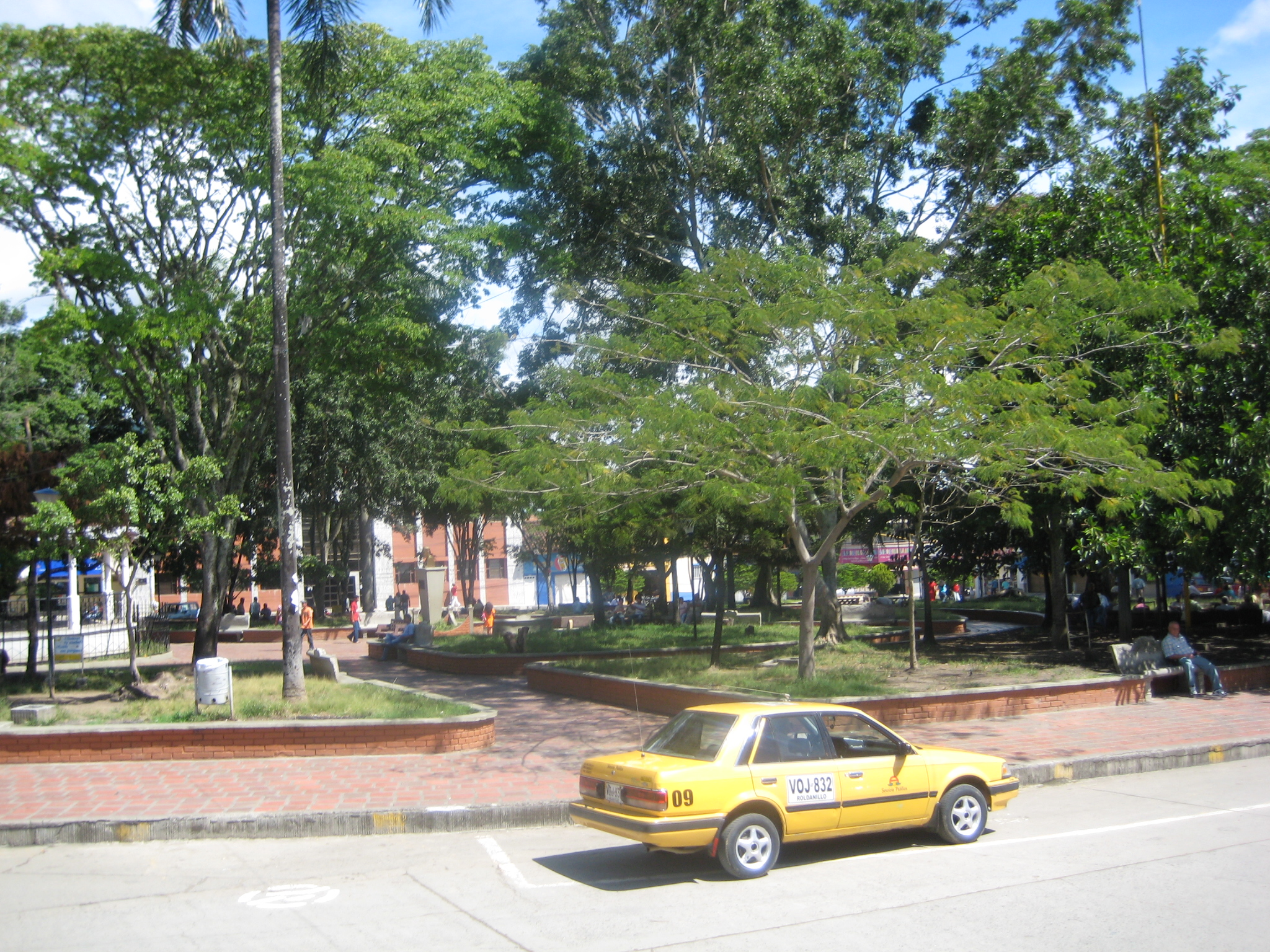
Het centrum van La Unión
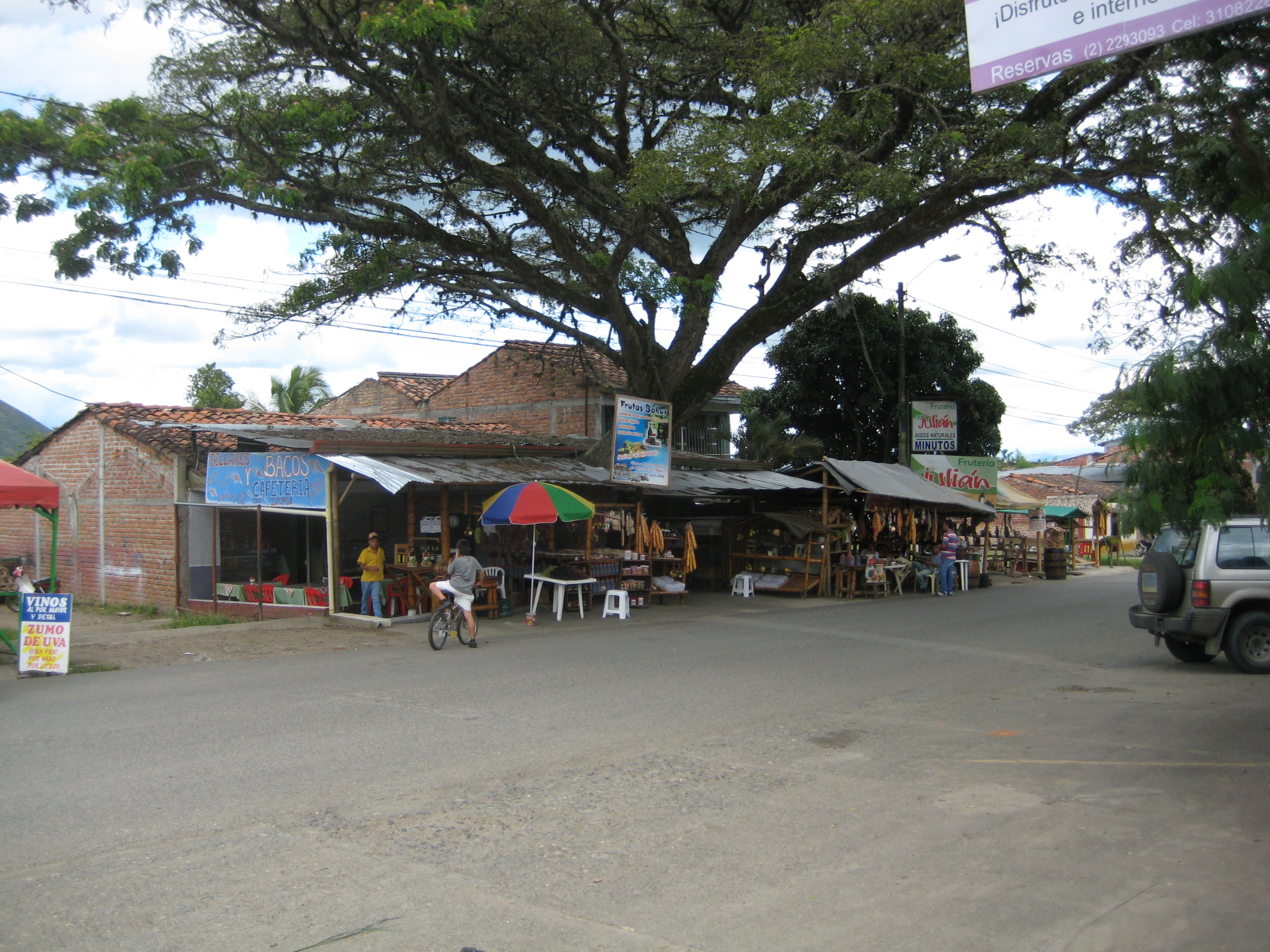
Straat met druiven verkopers in La Unión

Alcalá · Andalucía · Ansermanuevo · Argelia · Bolívar · Buenaventura · Bugalagrande · Caicedonia · Cali · Calima · Candelaria · Cartago · Dagua · El Águila · El Cairo · El Cerrito · El Dovio · Florida · Ginebra · Guacarí · Guadalajara de Buga · Jamundí · La Cumbre · La Unión · La Victoria · Obando · Palmira · Pradera · Restrepo · Riofrío · Roldanillo · San Pedro · Sevilla · Toro · Trujillo · Tuluá · Ulloa · Versalles · Vijes · Yotoco · Yumbo · Zarzal